# Schwingungsisolierung
Als Schwingungsisolierung wird in der Maschinendynamik die Methode bezeichnet, mit der die Übertragung von Schwingungen von einem Körper auf einen anderen verringert werden kann.
Zwischen den beiden Körpern werden dazu ein oder mehrere parallele Feder-/Dämpfer-Elemente angeordnet, d. h.  die zu isolierende Maschine wird auf Elementen mit elastischen und dämpfenden Eigenschaften gelagert. Je nach Anwendung (Gewicht, Frequenzbereich, Art der Anregung …) werden  unterschiedliche Bauteile und Materialien eingesetzt, z. B. Schraubendruckfedern oder Elastomere.
Das Isolierverhalten wird durch die Dämpfung des Elements beeinflusst: je höher die Dämpfung, desto geringer die isolierende Wirkung (vgl. die Abbildung des Amplitudenfrequenzgangs unten).

## Anwendung
Unerwünschte Schwingungen und Stoßeinwirkungen treten in allen technischen Gebieten auf, insbesondere in der Maschinen- und Elektroindustrie, der Verkehrs-, Bau- und Verfahrenstechnik. Schwingungsisolierung wird im Maschinen- und Anlagenbau genutzt,
- um die Umgebung vor Schwingungsemissionen bzw. dynamischer Beanspruchung aus Maschinen zu schützen (etwa von Pressen, Kompressoren oder Getrieben in Windkraftanlagen); diese Art der Schwingungsisolierung wird auch Quellenisolierung oder aktive Isolation genannt;
- um erschütterungsempfindliche Maschinen (etwa Messmaschinen) vor Schwingungsimmissionen  bzw. dynamischer Beanspruchung aus der Umgebung zu schützen; diese Art der Schwingungsisolierung wird auch Empfängerisolierung oder passive Isolation genannt.

## Prinzip
Die Schwingungsisolierung nutzt aus, dass die Übertragung mechanischer Schwingungen, die aufgrund äußerer Erregungen entstehen, durch Massenkräfte reduziert werden kann. Dies wird auch als Massenkraftkompensation bezeichnet. Die Massenkräfte entstehen durch die Schwingbewegungen des gegebenen schwingungsfähigen Systems. D. h. die elastisch gelagerte Masse (Maschine, Anlage usw.) muss selbst Schwingbewegungen ausführen; das hierbei noch zulässige Verhalten ist anlagenspezifisch.

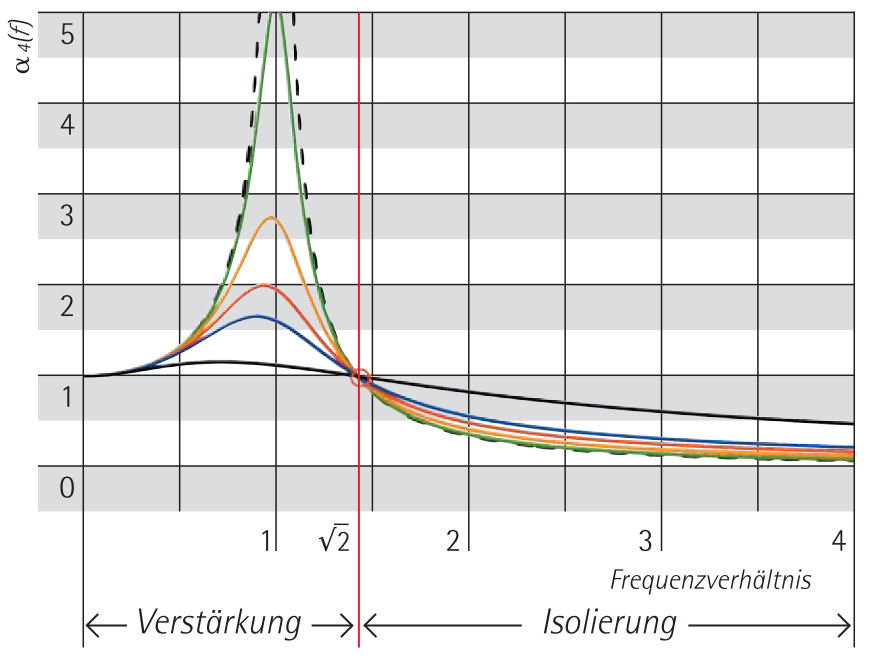
Amplitudenfrequenzgang (Betrag der Übertragungsfunktion) eines Einmassenschwingers für verschiedene Dämpfungswerte; grün = geringste Dämpfung = größte Isolierung, aber gleichzeitig auch stärkste Resonanz

Erst ab einem Frequenzverhältnis {\displaystyle \eta >{\sqrt {2}}} der Erregungsfrequenz zur Eigenfrequenz des schwingungsfähigen Systems (Eigenfrequenz des zu isolierenden Körpers auf dem Feder-Dämpfer-Element) wirken die Massenkräfte den Erregerkräften entgegen, und Schwingungsisolierung tritt auf. Das relativ hohe Frequenzverhältnis entspricht einer tiefen Abstimmung (s. folgender Abschnitt).

### Abstimmung
Bei Aufgaben im Bereich der Schwingungsisolierung wird unterschieden zwischen hoher und tiefer Abstimmung (Gestaltung der Lagerung entsprechend der jeweiligen Anforderungen):
- bei hoher Abstimmung ist die Eigenfrequenz der Lagerung größer als die Anregungsfrequenz,
- bei tiefer Abstimmung ist die Eigenfrequenz der Lagerung kleiner als die Anregungsfrequenz.

Eine tiefe Abstimmung sollte angestrebt werden, da nur dann eine Schwingungsisolation erzielt werden kann. Die Schwingungsisolierung hat meist Abstimmfrequenzen, d. h. Eigenfrequenzen der Lagerung, unterhalb von 25 Hz.

### Vergrößerungsfunktion
Die Vergrößerungsfunktion {\displaystyle \alpha _{4}} (Fußpunkt- bzw. Weganregung), die der Schwingungsisolation für einen Einmassenschwinger mit einem Freiheitsgrad zugrunde liegt, lässt sich wie folgt berechnen:
{\displaystyle \alpha _{4}={\sqrt {\frac {1+4\cdot D^{2}\cdot \eta ^{2}}{(1-\eta ^{2})^{2}+4\cdot D^{2}\cdot \eta ^{2}}}}}
mit
- der Dämpfung {\displaystyle D}
- dem Frequenzverhältnis {\displaystyle \eta } zwischen Anregungs- und Eigenfrequenz.

Um Schwingungsisolierung zu erreichen, muss die elastisch gelagerte Maschine über ihrer Eigenfrequenz, also im überkritischen Bereich, betrieben werden.
Beim Hochfahren der Maschine und ebenso beim Ausschalten wird kurzzeitig die Resonanz durchfahren. Dabei können die Resonanzüberhöhungen, abhängig von der Dämpfung der schwingungsisolierenden Elemente, unterschiedlich groß werden.

## Abgrenzung zu anderen Maßnahmen

### Körperschallisolierung
Wie die Schwingungsisolierung dient auch die Körperschallisolierung grundsätzlich dazu, die Übertragung  mechanischer Schwingungen zu reduzieren. Das eigentliche Ziel der Körperschallisolierung ist jedoch die Reduzierung des durch die Körperschallübertragung entstehenden sekundären Luftschalls.

### Schwingungstilgung
Im Gegensatz zur Schwingungsisolierung steht die Schwingungstilgung, bei der auf dem schwingenden Objekt eine zusätzliche Masse (ein Tilger) installiert wird. Deren Lagerung wird auf die Resonanzfrequenz des Objektes abgestimmt.